# テレビ東京月曜10時枠の連続ドラマ
テレビ東京月曜10時枠の連続ドラマ（テレビとうきょうげつようじゅうじわくのれんぞくドラマ）は、テレビ東京系列で、2010年10月18日から2011年9月19日まで、毎週月曜日の22:00 - 22:54（JST）に放送されたテレビドラマの枠である。ステレオ放送、字幕放送、連動データ放送を実施。

## 概要
同時間帯は2010年9月まで、ドキュメンタリー番組『日経スペシャル カンブリア宮殿』を放送していたが、2010年10月改編で『カンブリア宮殿』は木曜22時台に移動に伴い、同時間帯は連続ドラマ枠を新設することを発表した。
同局におけるプライムタイムでの連続ドラマ枠は、月曜19時枠の時代劇が2009年3月で終了して以来1年半ぶり、現代劇としては水曜20時枠が2000年9月に終了して以来、実に10年ぶりとなる。テレビ東京金曜深夜のドラマ枠である「ドラマ24」と同様に製作委員会方式がとられており、民放キー局では初めてプライムタイムで製作委員会番組が放送されている時間帯でもある。
ネットセールスは、開始時で4分30秒あったが番宣で埋めていることも多く、2011年4月には3分に縮小。そして『IS〜男でも女でもない性〜』の第3話よりスポンサーが「MEDIANET PICTURES」（テレビ東京の映像ソフト販売会社）のみとなり、1分30秒に縮小し実質ノンスポンサーとなった。
ネットでは高評価ではあったものの、視聴率は低迷していた。結局『IS〜男でも女でもない性〜』をもってわずか1年でドラマ枠を撤退する事になった。後番組は『日経スペシャル 未来世紀ジパング〜沸騰現場の経済学〜』が11月14日から開始。開始までの約1カ月半は『月曜プレミア!』の拡大版や単発特番、映画で繋ぐ。ゴールデン・プライム枠におけるドラマ枠は2年半ぶりに復活する『水曜ミステリー9』に引き継がれる。また、連続ドラマ枠における制作資源を『ドラマ24』などの深夜ドラマ枠に集中させる。
なお、2013年10月より金曜20時台に「金曜8時のドラマ」が新設され、2年ぶりにテレビ東京でのゴールデン・プライムタイムでの連続ドラマならびに13年ぶりに20時枠の現代劇での連続ドラマを復活させた。
2018年4月から同枠が終了して以来、約6年7ヶ月ぶりに同時間帯に連続ドラマ枠『ドラマBiz』として復活し、テレビ東京のゴールデン・プライムタイムでのドラマが2枠体制になる。
2020年6月をもって『ドラマBiz』は終了し、7月から9月までは単発の特別番組を放送していたが、10月26日開始の『共演NG』より新設の『ドラマプレミア10』として再び製作委員会方式の連続ドラマ枠に戻る。

## 放送作品一覧

### 2010年
| タイトル                                           | 放送期間            | 主演           | 原作       | 制作       |
| -------------------------------------------------- | ------------------- | -------------- | ---------- | ---------- |
| モリのアサガオ 新人刑務官と或る死刑囚 「絆」の物語 | 10月18日 - 12月20日 | 伊藤淳史 ARATA | 郷田マモラ | テレパック |

### 2011年
| タイトル                 | 放送期間          | 主演              | 原作       | 制作                   |
| ------------------------ | ----------------- | ----------------- | ---------- | ---------------------- |
| 最上の命医               | 1月10日 - 3月14日 | 斎藤工            | 橋口たかし | 東宝株式会社           |
| 鈴木先生                 | 4月25日 - 6月27日 | 長谷川博己        | 武富健治   | アスミック・エース     |
| IS〜男でも女でもない性〜 | 7月18日 - 9月19日 | 福田沙紀 剛力彩芽 | 六花チヨ   | オスカープロモーション |

## ネット局
| 放送対象地域   | 放送局                | 系列           | 放送日時                     | 備考                                         |
| -------------- | --------------------- | -------------- | ---------------------------- | -------------------------------------------- |
| 関東広域圏     | テレビ東京（TX）      | テレビ東京系列 | 月曜 22:00 - 22:54           | 制作局                                       |
| 北海道         | テレビ北海道（TVh）   | テレビ東京系列 | 月曜 22:00 - 22:54           | 同時ネット                                   |
| 愛知県         | テレビ愛知（TVA）     | テレビ東京系列 | 月曜 22:00 - 22:54           | 同時ネット                                   |
| 大阪府         | テレビ大阪（TVO）     | テレビ東京系列 | 月曜 22:00 - 22:54           | 同時ネット                                   |
| 岡山県・香川県 | テレビせとうち（TSC） | テレビ東京系列 | 月曜 22:00 - 22:54           | 同時ネット                                   |
| 福岡県         | TVQ九州放送（TVQ）    | テレビ東京系列 | 月曜 22:00 - 22:54           | 同時ネット                                   |
| 岐阜県         | 岐阜放送（GBS）       | 独立局         | 月曜 22:00 - 22:54           | 同時ネット                                   |
| 和歌山県       | テレビ和歌山（WTV）   | 独立局         | 月曜 22:00 - 22:54           | 同時ネット                                   |
| 滋賀県         | びわ湖放送（BBC）     | 独立局         | 月曜 22:00 - 22:54           | 同時ネット局とは同時刻ではあるが、遅れネット |
| 日本全域       | BSジャパン（BSJ）     | BSデジタル放送 | 土曜 22:00 - 22:54           | 遅れネット                                   |
| 熊本県         | テレビ熊本（TKU）     | フジテレビ系列 | 水曜 1:05 - 2:00（火曜深夜） | 遅れネット                                   |
| 福島県         | 福島中央テレビ（FCT） | 日本テレビ系列 | 不定期                       | 遅れネット                                   |

## 参考：以前の海外ドラマ
本枠が始まる以前には、1973年4月から12月まで「外科医ギャノン」を放送。6年後の1979年4月に開局15周年記念として「ファミリー愛の肖像」が放送開始した。1980年8月開始の「ラットパトロール」は22:30-22:54枠、1982年10月開始の「ラバーン&シャーリー」及び1988年7月開始の「新作ヒッチコック劇場」は22:30-23:00枠での放送であった。いったん廃枠になった後、2003年4月より「CSI:科学捜査班」が放送開始、実に15年ぶりの復活。2004年3月に「UCアンダーカバー 特殊捜査班」が放送終了するまで1年間海外ドラマ枠が存在した。

### 放送作品一覧

#### 第1期
- 外科医ギャノン（1973.04.02-1973.12.24） - 22:00 - 22:56枠。

#### 第2期
- ファミリー愛の肖像（1979.04.02-1979.09.24） - ここから22:00 - 22:54。
- アメリカン・ガールズ（1979.10.01-1979.12.10）
- アメリカン・ガールズⅡ女のエアポート（1979.12.17-1980.03.24）
- 熱血弁護士カズ（1980.03.31-1980.07.28）
- ラット・パトロール（1980.08.04-1980.09） - これのみ22:30 - 22:54。

#### 第3期
- ラバーン&シャーリー（1982.10.11-1983.02.28） - ここから22:30 - 23:00枠。
- ラット・パトロール（再放送、1983.03.07-1983.04.04）

#### 第4期
- 新作ヒッチコック劇場（1988.07.18 - 1988.09.26）

#### 第5期
- CSI:科学捜査班（シーズン1、2003.04.14-2003.11.24） - ここから再び22:00 - 22:54。
- UCアンダーカバー 特殊捜査班（2003.12.08-2004.03.15）